# Sherman County (Nebraska)
Sherman County is een county in de Amerikaanse staat Nebraska.
De county heeft een landoppervlakte van 1.466 km² en telt 3.318 inwoners (volkstelling 2000). De hoofdplaats is Loup City.

## Bevolkingsontwikkeling

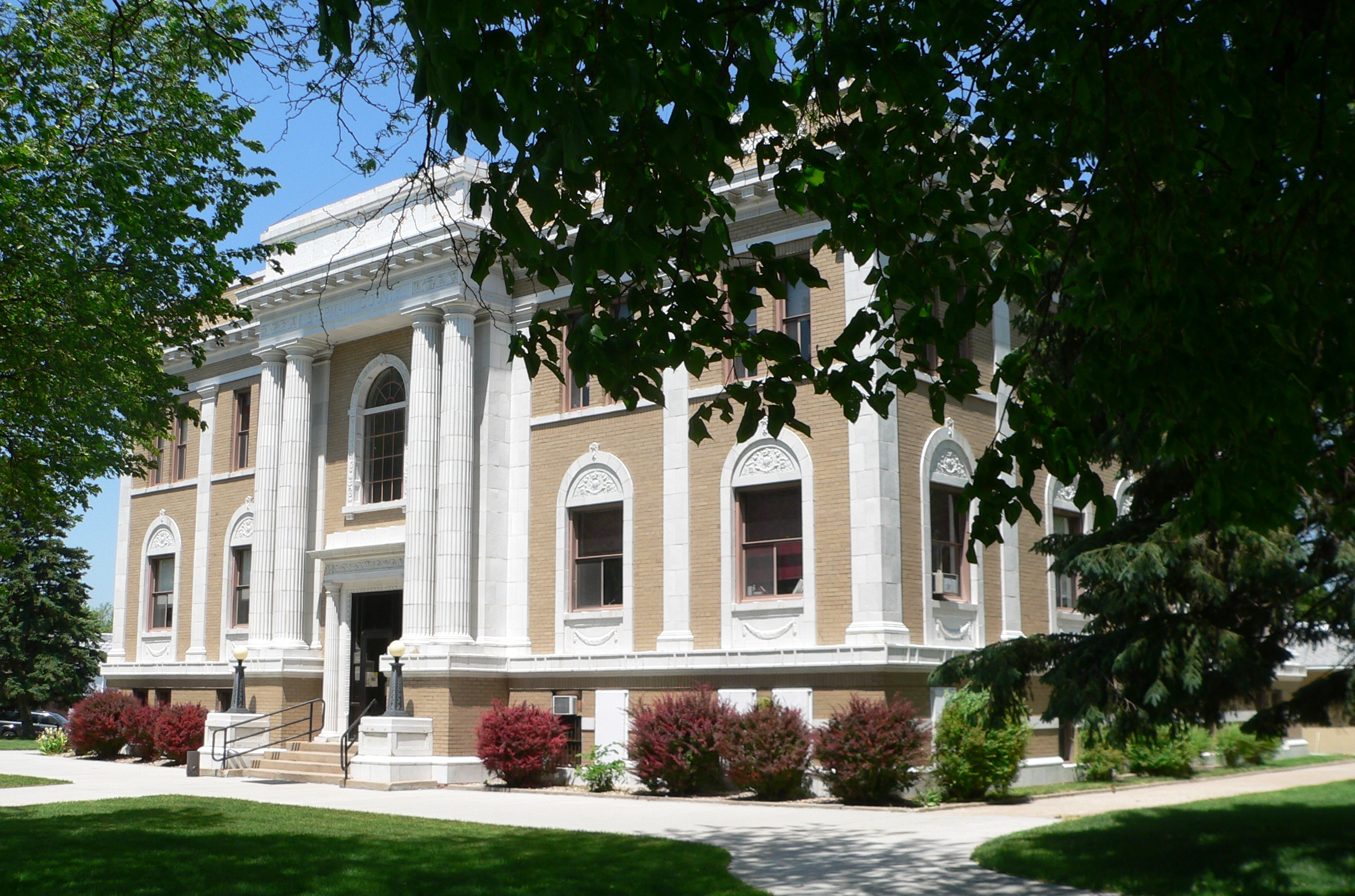
Sherman County Courthouse